# Kill Gill, volumes 1 et 2
Kill Gill vol 1 et 2 (France) ou Tuer Gill, partie 1 et 2 (Québec) (Kill Gil: Vols. 1 & 2) est le 9e épisode de la saison 18 de la série télévisée d'animation Les Simpson.

## Synopsis
Les Simpson vont au magasin Costington faire leurs courses de Noël, mais Lisa ne trouve pas sa poupée Malibu Stacy qu'elle veut comme cadeau. Elle décide d'aller voir le père Noël, joué par Gil. Ému, Gil vend à Lisa la poupée que le patron du magasin avait mis de côté pour sa fille. Le patron du magasin vire alors Gil. Très touchée, Marge décide alors d'accueillir Gil quelques jours chez eux contre l'avis d'Homer.
Mais Noël passe et Gil est toujours présent chez les Simpson…